# Pepe Rozón
Miguel Ángel Rozón de León, detto Pepe (Santo Domingo, 21 marzo 1952), è un ex cestista dominicano.

## Carriera
Con la Rep. Dominicana ha disputato i Campionati del mondo del 1978 e i Giochi panamericani di San Juan 1979.